# BMW 319 / 1
 (novembre 2022).
Si vous disposez d'ouvrages ou d'articles de référence ou si vous connaissez des sites web de qualité traitant du thème abordé ici, merci de compléter l'article en donnant les références utiles à sa vérifiabilité et en les liant à la section « Notes et références ».
La BMW 319/1 était un petit roadster que BMW a construit à Eisenach de fin 1934 à juillet 1936 en tant que version plus puissante de la BMW 315/1. C’était la première vraie voiture de sport de BMW qui a également été utilisée dans des courses.

## Historique

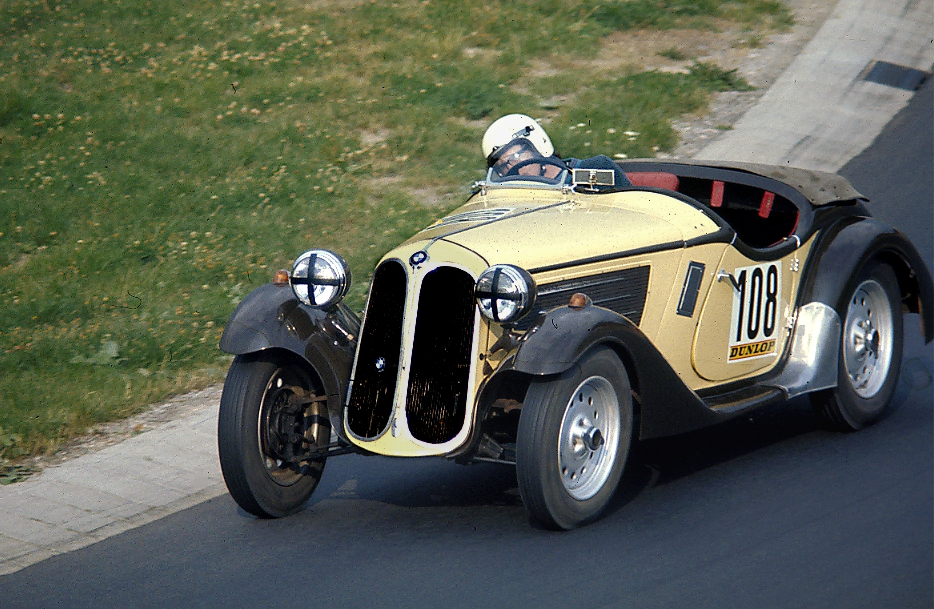
BMW 319/1 avec conduite à droite au Grand Prix AvD Vintage Car 1976 au Nürburgring-Südkehre

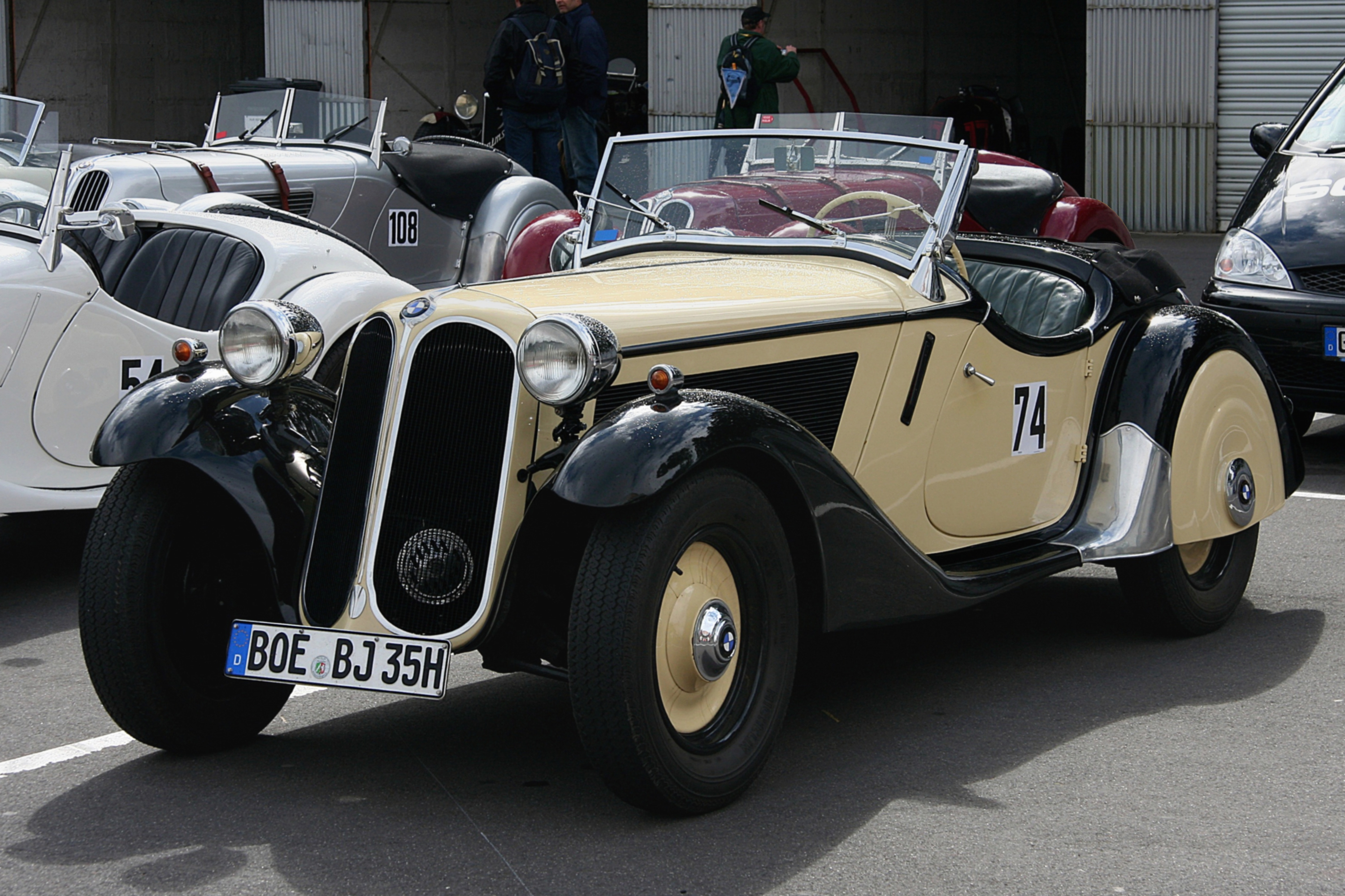

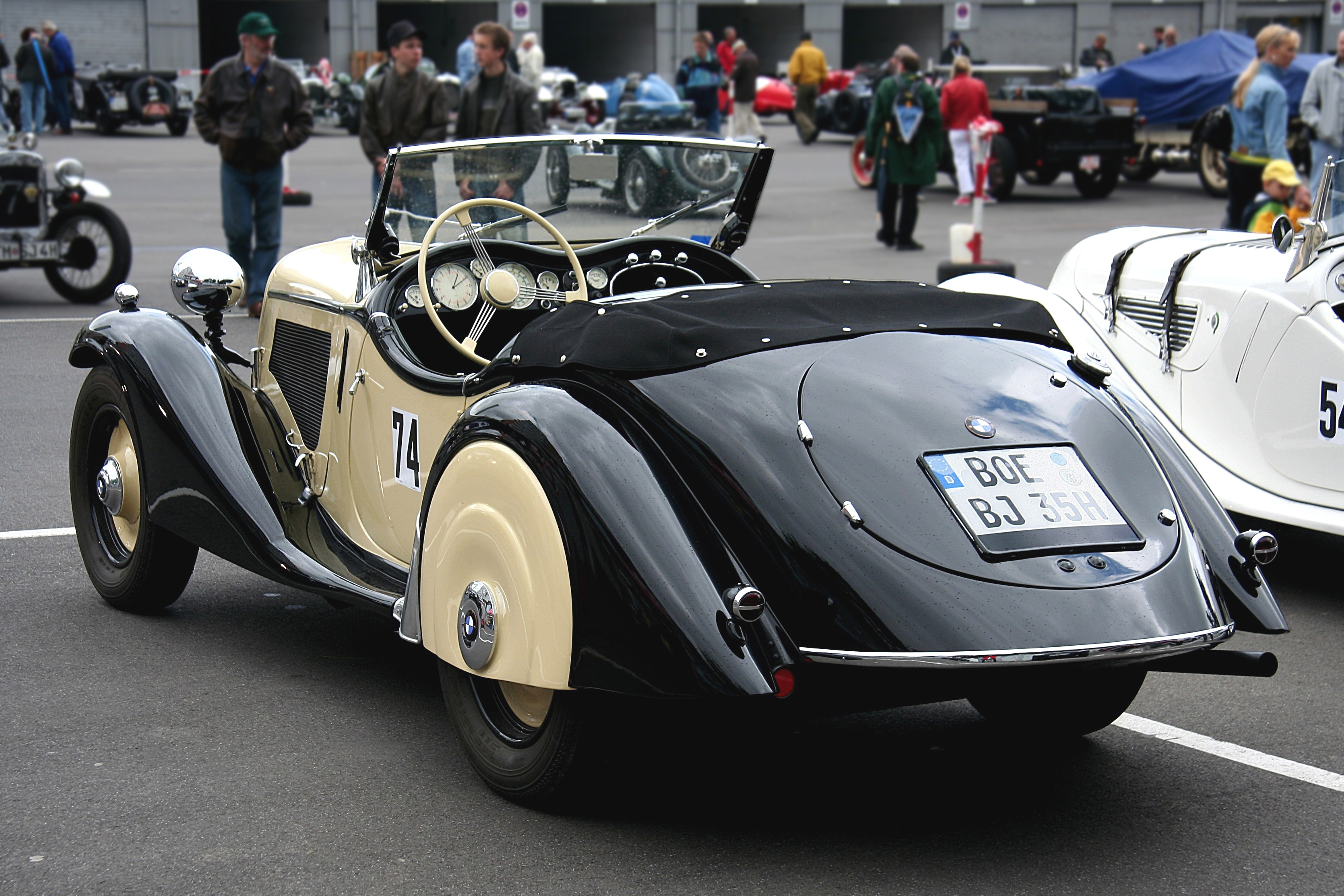
Les photos du paddock historique du Nürburgring montrent une BMW 315/1 dont la construction est presque identique à celle de la 319/1. Le réservoir à l’arrière, le volant Petri et la poignée de porte ont été modernisés.

Fin 1934, BMW développe la 319/1 avec le moteur six cylindres de la BMW 315/1, qui est encore agrandi. Extérieurement, elle se différencie du plus petit modèle par trois bandes chromées horizontales sur les calandres latérales. Durant le court délai de production d’un peu plus d’un an, 178 voitures ont été fabriquées. Cela signifie que le véhicule est extrêmement rare aujourd’hui et qu’il ne peut presque être trouvé que dans des musées.
La BMW 328 a été développée à partir de la 319/1 et a participé a des courses avec encore plus de succès que sa devancière.

## Technologie
Le moteur de 1 911 cm³ (alésage de 65 mm, course de 96 mm) avait des soupapes en tête commandées par un arbre à cames latéral via des poussoirs et des culbuteurs, trois carburateurs Solex 30 BFRH à débit plat et une compression plus élevée (1:6,8 au lieu de 1:5,6) comme dans les dernières 319, en résultant une puissance de 55 ch (40 kW) à 4 000 tr/min. L’arbre à cames était entraîné par une chaîne duplex. Le moteur était refroidi par eau (7,5 litres avec pompe) et lubrifié sous pression (capacité d’huile de 4 litres).
La puissance était transmise aux roues arrière via un embrayage monodisque à sec, une boîte de vitesses Hurth à quatre rapports et un arbre de transmission. Les troisième et quatrième rapports de la boîte de vitesses étaient synchronisés.
Associé à un cadre tubulaire à traverses, le châssis se composait d’une suspension de roue avant indépendante sur triangles inférieurs et un ressort à lames transversal en haut, d’un essieu rigide à ressorts semi-elliptiques à l’arrière, d’amortisseurs à levier hydraulique à l’avant et d’une direction arrière à crémaillère et pignon. Le frein à pied fonctionnait mécaniquement sur des freins à tambour sur les quatre roues, le frein à main avec un câble sur les roues arrière. Les pièces mobiles du châssis étaient lubrifiées centralement. La voiture avait des roues 325 D x 16 à disque avec des jantes à centre de chute et des pneus 5,25-16. Le rayon de braquage était de 10,6 mètres.
La voiture avait une carrosserie de roadster standard avec des portes sans vitres latérales à charnières arrière et des couvercles pour les roues arrière pour réduire la traînée. La voiture pouvait également être livrée avec une carrosserie spéciale de Drauz, un cabriolet à deux places. Le réservoir du roadster, également utilisé dans le sport automobile, pouvait contenir 50 litres; il a été intégré de série dans le compartiment moteur. La vitesse maximale de la BMW 319/1 était de 130 km/h.
Le roadster coûtait 5 800 Reichsmark et il était 1 650 Reichsmark plus cher que la BMW 319 berline deux portes construite de 1935 à 1937.
En raison du faible poids de 780 kg et du bon rapport poids/puissance, le véhicule était très maniable. Elle constituait ainsi la base idéale pour une participation en sport automobile.

## Sports mécaniques
En sport automobile, Ernst von Delius a particulièrement réussi avec la BMW 319/1. Au Grand Prix automobile de l'Eifel le 16 juin 1935 au Nürburgring, il prend la première place devant Paul von Guilleaume dans une Adler et le 30 juin 1935 à la course de Kesselberg devant son compagnon de la marque, Ernst Henne, chacun dans la catégorie des voitures de sport d’une cylindrée allant jusqu’à deux litres. Sur la Nordschleife du Nürburgring, von Delius a parcouru les cinq tours de 114,050 kilomètres en 1:07:29,0 heures, ce qui signifiait une vitesse moyenne de 101,4 km/h.
La BMW 319/1 a également été utilisée avec beaucoup de succès lors de courses en Angleterre. Les véhicules étaient construits par l’importateur général Frazer Nash en Angleterre. Elles n’étaient pas seulement utilisées dans des courses sur circuit, mais aussi dans de nombreuses courses sur piste. L’un des pilotes les plus célèbres était H.J. Aldington, qui dirigeait Frazer Nash à l’époque. Le pilote automobile canadien Key Petre a également connu un grand succès avec la BMW 319/1.
Harold John Aldington a conduit une BMW 319/1 lors de la course de Kesselberg en 1935.